# Болат-султан
Болат-султан (каз. Болат сұлтан; умер в 1455) — чингизид, отец первого казахского хана Керея.

## Биография
В Таварих-и гузида-йи нусрат-наме, говорится что Болат был сыном хана Токтакии, внуком хана Уруса. О жизни и деятельности Болата практически ничего неизвестно, тем не менее Болат был активным правителем, боролся за власть в Узбекском улусе с династией Абулхаир-хана. После смерти Абулхайыра, сын Болата - Керей стал ханом Казахского ханства.. 